# 城关镇 (汤阴县)
城关镇，是中华人民共和国河南省安陽市汤阴县下辖的一个乡镇级行政单位，也是汤阴县县城所在地。

## 行政区划
城关镇下辖以下地区：
石家庄村、北关村、陈孔村、李孔村、武家庄村、焦孔村、东关村、南元村、苏孔村、张庄村、段庄村、西关村、南关西村、杨孔村、南关东村、五里村、汤河街道社区、人民路街道社区、精忠街道社区、车站街道社区、城东街道社区和岳庙街道社区。